# Ślesaryszki (okręg uciański)
Ślesaryszki (lit. Sliesoriškė) – wieś na Litwie, w okręgu uciańskim, w rejonie ignalińskim, w gminie Nowe Daugieliszki.
Dawniej używane nazwy – Ślusaryszki, Slesaryszki, Slusarzyszki.

## Historia
W czasach zaborów wieś włościańska w okręgu wiejskim Izabelin, w gminie Daugieliszki, w powiecie święciańskim, w guberni wileńskiej Imperium Rosyjskiego. W 1866 roku miała 44 mieszkańców w 6 domach, należała do dóbr skarbowych Daugieliszki. W 1905 roku liczyła 63 mieszkańców, 80 dziesięcin.
W dwudziestoleciu międzywojennym wieś leżała w Polsce, w województwie wileńskim, w powiecie święciańskim, w gminie Daugieliszki.
W 1931 w 12 domach zamieszkiwało 56 osób.
Miejscowość należała do parafii rzymskokatolickiej w Paryndze i prawosławnej w Michałowie. Podlegała pod Sąd Grodzki w Święcianach i Okręgowy w Wilnie; właściwy urząd pocztowy mieścił się w Daugieliszkach.
Od 1990 roku na niepodległej Litwie.